# Париски мир (1229)
Париски мир потписан је 12. априла 1229. године између Ремона VII Тулуског и Луја IX Француског чиме је формално завршен Албижански крсташки рат.

## Мир
За потписивање мира заслужна је Лујева мајка Бланка од Кастиље. Ремон је признао пораз и пристао да се његова ћерка Џоан уда за Лујевог брата Алфонса. То би значило да ће Алфонс постати владар Тулуза након Ремонове смрти. Ремон је морао да уступи Лују источне провинције своје земље. Споразум је прекинуо и аутономију Окситаније. Ремон је морао да се закуне на верност Лују IX, обавезао се на борбу против Катара, а утврђења подигнута за време рата порушио. 